# HaUrva Stadium
El HaUrva Stadium (en hebreo: אצטדיון האורווה‎, Itztadion HaUrva, lit. Livery Stable Stadium), conocido oficialmente como Petah Tikva Municipal Stadium, era un estadio multiusos ubicado en la ciudad de Petah Tikva en Israel.

## Historia
Fue inaugurado en 1965, contaba con dos graderías y su capacidad era de 6,768 espectadores; además de contar con estacionamiento para los autobuses de los equipos.
Aunque el estadio fue considerado como multiusos, en él se jugaban solo partidos de fútbol. Era la sede de los equipos locales Hapoel Petah Tikva y Maccabi Petah Tikva, Éstos último se mudaron al estadio a finales de los años 1970 luego de que el Maccabi Sports Ground fuera abandonado.
El estadio fue sede de partidos de competiciones europeas, como el Hapoel en la UEFA Cup Winners' Cup, la UEFA Cup y la Intertoto Cup; y el Maccabi en la Intertoto Cup. Aunque el Maccabi había logrado clasificar en dos ocasiones consecutivas a la UEFA Cup en temporadas recientes, por razones de seguridad tuvo que jugar de local en el Ramat Gan Stadium en la ciudad de Ramat Gan.
En el verano de 2010 el estadio fue abandonado y en 2011 los equipos se mudaron al HaMoshava Stadium.